# Грабунь
Грабунь (укр. Грабунь) — село в Берёзовской сельской общине Сарненского района Ровненской области Украины.
До 2020 года входило в Рокитновский район.
Население по переписи 2001 года составляло 308 человек. Почтовый индекс — 34212. Телефонный код — 8-03635. Код КОАТУУ — 5625080802.